# Сан-Мартіно-д'Агрі
Сан-Мартіно-д'Агрі, Сан-Мартіно-д'Аґрі (італ. San Martino d'Agri) — муніципалітет в Італії, у регіоні Базиліката,  провінція Потенца.
Сан-Мартіно-д'Агрі розташований на відстані близько 360 км на південний схід від Рима, 50 км на південний схід від Потенци.

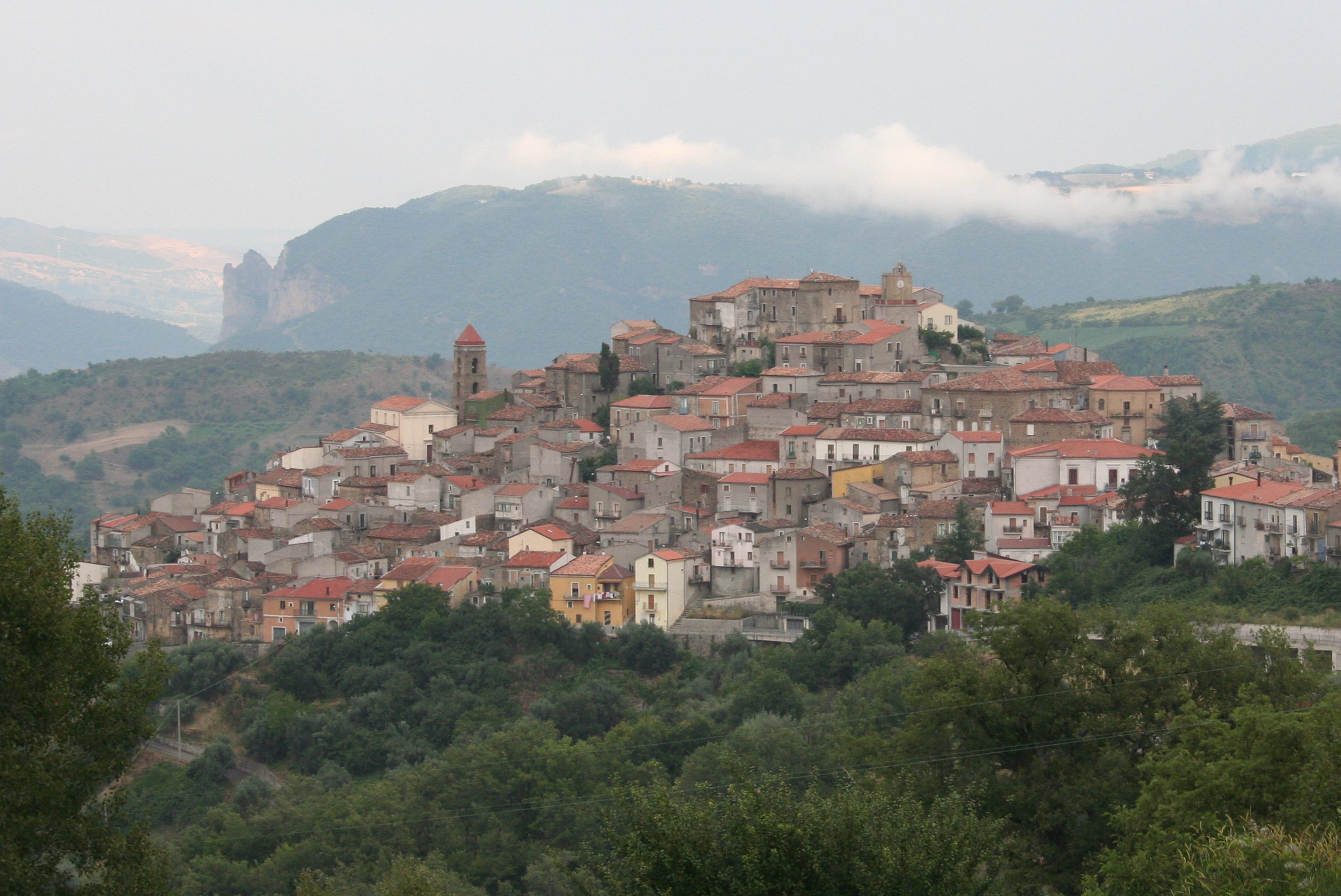

Населення — 817 осіб (2014).

## Демографія
Населення за роками:

Станом на 1 січня 2023 року в муніципалітеті офіційно проживало 10 іноземців з 5 країн, серед них 7 громадян країн Євросоюзу.

## Сусідні муніципалітети
- Арменто
- Галліккьо
- Монтемурро
- Сан-Кірико-Рапаро
- Спінозо